# Helige Fader, böj ditt öra neder
Helige Fader, böj ditt öra neder är en psalmtext av Joël Blomqvist. Texten består av tre 4-radiga verser.

## Publicerad i
- Hemlandssånger 1891 och 1891 som nummer 294 under rubriken ”Kärleken — Bönen”.
- Svenska Missionsförbundets sångbok 1920 som nummer 370 under rubriken  "Det kristliga livet"
- Sionstoner 1935 som nummer 44 under rubriken "Inledning och bön".
- Guds lov 1935 som nummer 390 under rubriken "Före och efter predikan".
- Sions Sånger 1951 som nummer 64.
- Sions Sånger 1981 som nummer 129 under rubriken "Kristlig vandel".